# Tuckabatchee
Tuckabatchee – w XVIII i XIX w. jedno z sześciu głównych miast konfederacji plemiennej Krików, niekiedy określane jako jej stolica. Położone było w pobliżu rzeki Tallapoosa na terenach obecnego hrabstwa Elmore w stanie Alabama. Miasto obwarowane było palisadą z pni drzew. Oprócz zwykłych wigwamów posiadało domy wzniesione na wielkich kopcach usypanych z ziemi, przypominających piramidy.
W 1811 roku odbyła się tam rada plemienna Krików, podczas której zdecydowano nie udzielić poparcia Tecumsehowi w wojnie z Amerykanami. Doprowadziło to od podziału Krików na dwa odłamy – proamerykańskie Białe Kije (ang. White Sticks) i antyamerykańskie Czerwone Kije (ang. Red Sticks) oraz do stopniowego upadku miasta.